# Zacatecoluca
Zacatecoluca ist die Hauptstadt des Departamentos La Paz im Süden des mittelamerikanischen Staates El Salvador sowie ein Municipio an der südöstlichen Basis des Chichontepec im Tal des Río Lempa.

## Geographie

### Gewässer
Im Municipio fließen folgende Flüsse:
- Río Ichanmichen: 4,8 Kilometer nördlich von Zacatecoluca
- Río El Puente und Río El Callejóna bilden den Río San Antonio oder El Amate genannt: 5,4 Kilometer südöstlich von Zacatecoluca
- Río Amayo: 9 km nördlich von Zacatecoluca bildet die Grenzen zum Municipio San Juan Nonualco

### Nachbarmunicipios
|                                      | San Juan Nonualco, Guadalupe (Dpto. San Vicente) |                              |
| San Juan Nonualco, Santiago Nonualco | Kompassrose, die auf Nachbargemeinden zeigt      | Tecoluca (Dpto. San Vicente) |
|                                      | San Luis la Herradura                            |                              |

## Geschichte
Zacatecos ist in Nahuatl die Bezeichnung für Bewohner eines Gebietes mit ausreichend Zacate. Die Stadt war ein Zentrum der Unabhängigkeitsbewegungen von 1811 und 1814. Am 11. Mai 1844 wurde Zacatecaluca zur Stadt aufgewertet und am 21. Februar wurde sie Hauptstadt des Departamentos La Paz. Ein Erdbeben im Jahre 1932 verursachte in der Stadt große Schäden.
In den 1980er Jahren war Oberstleutnant Óscar Edgardo Casanova Vejar, ein Vetter des Oberkommandierenden der Guardia Nacional, Carlos Eugenio Vides Casanova, Befehlshaber der Garnison von Zacatecoluca, und hatte damit das Kommando über die Guardia Nacional im Bereich des Internationalen Flughafens Comalapa. Óscar Edgardo Casanova Vejar schützte die Mörder von vier Schwestern des Maryknoll-Missionsorden Ita Ford, Dorothy Kazel, Jean Donovan und Maura Clarke am 2. Dezember 1980. Die Schwestern wurden auf dem Weg vom Flughafen Comalapa nach Zacatecoluca durch Angehörige der Guardia Nacional ermordet.
Am 25. Januar 1982 ermordeten die FAES beim Masacre en el Cantón La Joya mehr als 70 Menschen, welche in der Mehrzahl noch nicht erwachsen waren.
Am 5. Mai 1987 wurde das Bistum Zacatecoluca errichtet. Hauptkirche des Bistums ist die Kathedrale Nuestra Señora de los Pobres.
Die Erdbeben vom 13. Januar und 13. Februar 2001 forderten viele Opfer.
Von 2006 bis 2008 war Medardo Alfaro von der konservativen ARENA-Partei Bürgermeister der Stadt.

## Wirtschaft
In Zacatecaluca wird die landwirtschaftliche Produktion wie Baumwolle, Ölpflanzen und Holz verarbeitet, Körbe gefertigt. Hier gibt es Salzhandel, Molkereien, Messerschmiede, Handwerkszeug und zwei Mal wöchentlich Markttag. Der Anteil der Haushalte in extremer Armut beträgt 17,8 % und der Anteil der Haushalte in Armut 41,6 %.

## Sehenswertes
- Auf das Dach der Kirche Santa Lucía wurde eine Figur der Maria Immaculata gestellt, da der Vulkan den Ort bisher verschonte.
- In der Umgebung sehenswert sind:
  - Río Jíboa
  - Cerro Tacuazín, wörtlich Beutelratten Cerro El Rosario, (Breitengrad: 13° 31' 17 N, Längengrad: 89° 2' 60 W)
  - Balneario Ichanmichen, Cantón San Josecito

## Verkehr
Zacatecoluca ist über die Carretera del Litoral oder von der CA1 Ausfahrt San Vicente mit einem Kraftfahrzeug zu erreichen.

## Söhne und Töchter der Stadt
- Juan Vicente Villacorta Díaz (1764–1828), Politiker
- José Simeón Cañas y Villacorta (1767–1838), Politiker
- José Damian Villacorta (1796–1860), Politiker
- Ángel Guirola de la Cotera (1826–1910), Politiker, vom 6. April bis 21. August 1884 Präsident von El Salvador.
- Cristóbal Humberto Ibarra (1920–1988), Lyriker, Erzähler und Essayist
- Julio Adalberto Rivera Carballo (1921–1973), Politiker, vom 1. Juli 1962 bis 1. Juli 1967 Präsident von El Salvador
- Reinaldo Sorto Martínez (* 1961), römisch-katholischer Geistlicher, Militärbischof von El Salvador